# Ulrich Zehnder

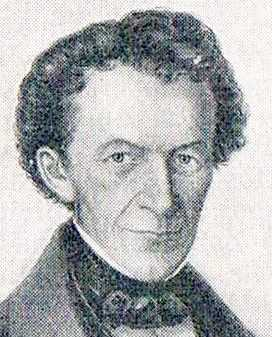
Ulrich Zehnder

Johann Ulrich Zehnder (* 20. Januar 1798 in Oberengstringen, Bezirk Dietikon, Kanton Zürich; † 11. Juli 1877 in Zürich), heimatberechtigt in Oberengstringen, war ein Schweizer Arzt und liberaler Politiker, der unter anderem von 1834 bis 1839 und erneut von 1843 bis 1866 Regierungsrat sowie von 1844 bis 1866 mit Unterbrechungen Präsident des Regierungsrates des Kantons Zürich war.

## Leben
Johann Ulrich Zehnder, Sohn des Tischlers Daniel Zehnder und von Elisabeth Notz, absolvierte von 1814 bis 1817 eine Ausbildung zum Chirurgen in Zürich und begann im Anschluss 1817 ein Studium der Medizin an der Universität Zürich und der Julius-Maximilians-Universität Würzburg, welches er 1821 mit dem Staatsexamen abschloss. Im Anschluss war er seit 1822 als Arzt in Zürich tätig und erwarb 1824 einen Doktor der Medizin. 1832 wurde er als Liberaler erstmals Mitglied des Grossrates, des damaligen Parlaments des Kantons Zürich, und gehörte diesem bis 1839 sowie erneut zwischen 1842 und 1869 an. Während dieser Zeit fungierte er 1844, 1850 sowie 1863 als Präsident des Grossrates. Daneben gehörte er von 1834 bis 1839 und erneut zwischen 1843 und 1849 als Mitglied dem Erziehungsrat an, dessen Präsident er von 1845 bis 1849 war.
Des Weiteren wurde er 1834 Mitglied des Regierungsrats und gehörte der Kantonsregierung zunächst bis 1849 an, wobei er in dieser Funktion 1836 ein Armengesetz vorlegte. 1835 versuchte er als Regierungsrat, im Zuge der Ausarbeitung des Strafgesetzbuches die Todesstrafe im Kanton Zürich völlig zu streichen, scheiterte aber am Widerstand des Grossen Rates. Immerhin erreichte er die Anschaffung einer Guillotine, mit der ab 1836 die Enthauptung humaner vollzogen werden sollte. Er engagierte sich ferner sozialpolitisch und wurde unter anderem 1835 Mitglied der Gemeinnützigen Gesellschaft des Kantons Zürich, dessen Präsident er zwischen 1853 und 1861 war.
Daneben war Zehnder 1836, 1846 und 1848 als Zürcher Gesandter Mitglied sowie vom 1. Januar bis zum 31. Dezember 1846 auch Präsident der Tagsatzung, bis 1848 die Schweizer Versammlung der Abgesandten der Orte (Kantone) der Alten Eidgenossenschaft, die sowohl exekutive als auch legislative Kompetenzen besass. Als Zürcher Gesandter hatte er einen bedeutenden Anteil an der Entstehung der Schweizer Bundesverfassung, die am 12. September 1848 von der Tagsatzung angenommen wurde. 1843 fungierte er ausserdem als Festpräsident und zugleich Präsident des Preisgerichts des Ersten Eidgenössischen Sängerfests.
1843 wurde Ulrich Zehnder abermals Regierungsrat und gehörte der Regierung des Kantons Zürich nunmehr bis 1866 an. Als Regierungsrat legte er 1854 ein Medizinalgesetz vor und regte unter anderem die Gründung der Kantonalen Irrenanstalt Burghölzli, die 1864 vom Grossrats beschlossen wurde. Während seiner erneuten 23-jährigen Mitgliedschaft im Regierungsrat fungierte er zwischen 1844 und 1850 zunächst mit kurzen Unterbrechungen als erster Vertreter der Landschaft als Zürcher Amtsbürgermeister. Zwischenzeitlichen übernahmen Johann Heinrich Emanuel Mousson (1. Januar bis 2. April 1845), Jonas Furrer (2. April bis 31. Dezember 1845, 1. Januar bis 31. Dezember 1847) sowie Alfred Escher (1. Januar bis 31. Dezember 1849) den Posten des Zürcher Amtsbürgermeisters. Im Mai 1850 wurde er erster Präsident des Regierungsrates des Kantons Zürich und bekleidete dieses Amt mit Unterbrechungen bis 1866 weitere sieben Mal. Zwischenzeitlich fungierten Alfred Escher (1851/52, 1853/55), Jakob Dubs (1856/57, 1858/59, 1860/61) und Paul Carl Eduard Ziegler (1862/63, 1864/65, 1866/67) als Regierungspräsident. Daneben engagierte er sich zwischen 1853 und 1875 als Zentralpräsident der Schweizerischen Gemeinnützigen Gesellschaft (SGG), eine 1810 gegründete eine Institution, die sich für eine aktive Zivilgesellschaft, den sozialen Zusammenhalt und eine lebendige Demokratie in der Schweiz einsetzt, sowie von 1867 bis 1870 als Redakteur der „Schweizerischen Zeitschrift für Gemeinnützigkeit“.
Zehnder war zwei Mal verheiratet. 1821 heiratete er Anna Maria Magdalena Nabholz, Tochter des Bürstenbinders Friedrich Ludwig Nabholz, sowie 1858 in zweiter Ehe die Pädagogin Josephine Stadlin (1806–1875). Nach seinem Tode wurde er auf dem Friedhof Sihlfeld im Zürcher Stadtkreis Wiedikon beigesetzt.

## Hintergrundliteratur
- Stefan G. Schmid: Die Zürcher Kantonsregierung seit 1803, 2003